# Paya Santeut
Paya Santeut is een bestuurslaag in het regentschap Aceh Jaya van de provincie Atjeh, Indonesië. Paya Santeut telt 179 inwoners (volkstelling 2010).